# Родріго Елі
Родріго Елі (порт. Rodrigo Ely, нар. 3 листопада 1993, Лажеадо) — бразильський і італійський футболіст, захисник клубу «Альмерія».
Виступав, зокрема, за клуби «Мілан» та «Алавес», а також молодіжну збірну Бразилії. Володар Суперкубка Італії з футболу. 

## Клубна кар'єра
Родріго Елі народився 3 листопада 1993 року в місті Лажеадо. Вихованець місцевих юнацьких команд та академії «Греміо», де він здобував перші свої спортивні звитяги. Перспективного юнака запримітили європейські скаути і переманили до Італії, так Родріго з'явився в академії «Мілану».
Потрапивши до італійського футболу, Родріго сподівася на карколомні успіхи із найвідомішим клубом Італії, натомість довелося шукати новий клуб,задля набуття ігрової практики. Тож в дорослому футболі Родріго Елі дебютував в 2012 року виступами за каламбрійську команду «Реджина», в якій провів один сезон, взявши участь у 27 матчах чемпіонату. Наступний сезон була нова оренда — на півночі Ломбардії в команді «Варезе», за яку він провів майже 40 ігор. 
Успішна гра в приальпійському Варезе привернула увагу до молодого бразильця, тому сезон 2014-15 років він уже числився повноцінним гравцем південно-італійського клубу провінції Кампанія — «Авелліно». 30 ігор та впевнена гра за «вовків» спонукала менеджмент міланців знову переманити бразильця до свої лав.
Тому сезон 2015-16 років Родріго провів уже знову в «Мілані». Відігравши за «россонері» наступні два сезони своєї ігрової кар'єри, він здобув там кілька трофеїв: найгучніший з яких — Суперкубок Італії з футболу 2016 року. Але повернення до рідної команди таки розчарувало бразильця, адже його знову посадили в глибокий запас (всього 3 гри в основі).
Саме необхідність ігрової приктики змусила Родріго погодитися на зміну Апенін на Піренеї, і вже в сезоні 2017-18 років він підписав повноцінний контракт з «Алавесом». У баскській команді він одразу ж закріпився в основі, тож станом на 25 грудня 2018 року відіграв за неї 41 матч в національній першості Іспанії.

## Виступи за збірні
2011 року дебютував у складі юнацької збірної Італії, взяв участь у 7 іграх на юнацькому рівні. Протягом 2012–2014 років залучався до складу молодіжної збірної Італії. На молодіжному рівні зіграв у 7 офіційних матчах.
Але в 2014 році, Родріго Елі вирішив таки пов'язати свою кар'єру із національною дружиною своєї батьківщини — Бразилії. З 2014 року за молодіжну збірну Бразилії він провів 3 матчі і сподівається пробитися до основної команди країни.

## Статистика виступів

### Статистика клубних виступів
| Сезон                      | Команда                    | Чемпіонат                  | Чемпіонат | Чемпіонат | Національний кубок | Національний кубок | Національний кубок | Континентальні кубки | Континентальні кубки | Континентальні кубки | Інші змагання | Інші змагання | Інші змагання | Усього | Усього |
| Сезон                      | Команда                    | Ліга                       | Ігор      | Голів     | Ліга               | Ігор               | Голів              | Ліга                 | Ігор                 | Голів                | Ліга          | Ігор          | Голів         | Ігор   | Голів  |
| -------------------------- | -------------------------- | -------------------------- | --------- | --------- | ------------------ | ------------------ | ------------------ | -------------------- | -------------------- | -------------------- | ------------- | ------------- | ------------- | ------ | ------ |
| 2012–13                    | Реджина                    | B                          | 27        | 1         | КІ                 | 3                  | 0                  | -                    | -                    | -                    | -             | -             | -             | 30     | 1      |
| 2013–14                    | «Варезе»                   | B                          | 37+2      | 0         | КІ                 | 2                  | 0                  | -                    | -                    | -                    | -             | -             | -             | 41     | 0      |
| 2014–15                    | «Авелліно»                 | B                          | 30+3      | 0         | КІ                 | 2                  | 0                  | -                    | -                    | -                    | -             | -             | -             | 35     | 0      |
| 2015–16                    | Мілан                      | A                          | 3         | 0         | КІ                 | 1                  | 0                  | -                    | -                    | -                    | -             | -             | -             | 4      | 0      |
| 2016–17                    | Мілан                      | A                          | 0         | 0         | КІ                 | 0                  | 0                  | -                    | -                    | -                    | СІ            | 0             | 0             | 0      | 0      |
| Усього за Milan            | Усього за Milan            | Усього за Milan            | 3         | 0         |                    | 1                  | 0                  |                      | -                    | -                    |               | 0             | 0             | 4      | 0      |
| 2017-18                    | Депортіво Алавес           | ПД                         | 10        | 1         | КІ                 | 1                  | 0                  | -                    | -                    | -                    | -             | -             | -             | 11     | 1      |
| 2017–18                    | Депортіво Алавес           | ПД                         | 31        | 1         | КІ                 | 5                  | 0                  | -                    | -                    | -                    | -             | -             | -             | 36     | 1      |
| Усього за Депортіво Алавес | Усього за Депортіво Алавес | Усього за Депортіво Алавес | 41        | 2         |                    | 6                  | 0                  |                      | -                    | -                    |               | 0             | 0             | 47     | 2      |
| Усього за кар'єру          | Усього за кар'єру          | Усього за кар'єру          | 104+5     | 2         |                    | 8                  | 0                  |                      | -                    | -                    |               | 0             | 0             | 157    | 3      |

## Титули і досягнення
- Володар Суперкубка Італії з футболу (1):

«Мілан»:  2016